# ノーマン・フォスター
テムズバンクのフォスター男爵ノーマン・フォスター（Norman Foster、本名：Norman Robert Foster, Baron Foster of Thames Bank、1935年6月1日 - ）は、イギリス、マンチェスター生まれの建築家、一代貴族。メリット勲章（Order of Merit）を受章している。

## 経歴
フォスターはマンチェスター大学とイェール大学で学んだ。建築技術者・思想家であったバックミンスター・フラーのもとで働いた後、建築家リチャード・ロジャースと会い「チーム4」を結成。1967年自分の事務所フォスター・アソシエーツ（現在のフォスター・アンド・パートナーズ）を設立した。
フォスターの名声を高めたのは1985年に完成した香港の『香港上海銀行・香港本店ビル』であった。建物を支えるために通常の柱や壁を使わず、建物の外側に鋼鉄フレームによる太い構造をむき出しにさせ、このフレームで超高層ビルを支えることに成功した。この記念碑的なハイテク建築の後、1991年のドイツ・フランクフルトのコメルツ銀行本店ビルではエコロジカルな超高層ビルを実現させた。300mの超高層ビルを貫く吹き抜けのアトリウムを中央に作って周りに柱のないオフィス空間を配し、さらにビルのフロアは四つから五つに分節され、その間に日光と緑のある「スカイ・ガーデン」が挟み込まれた。スカイガーデンの窓を開閉することにより、新鮮な外気が各ガーデンからアトリウムを通ってオフィスの隅々にまで行き渡る自然換気が実現された。超高層を支える構造体、換気や冷暖房などのエネルギーを無駄遣いしないエコロジカルで快適なオフィス空間という手法は、マレーシア・ペナンのMBFタワーやロンドンのロンドン市庁舎ビル、セント・メリー・アクス30番地（スイス・リ本社ビル）など、後のビルでも使われている。
フォスターの建築デザインは当初スタイリッシュで、機械のような形状のハイテク志向のものであったが、次第にそこから離れ、より崇高でより受け入れられやすい鋭いモダニズム建築へと移っていった。
フォスターは王立英国建築家協会が贈るスターリング賞を2度にわたって受賞している。一回目は1998年、ダックスフォード帝国戦争博物館に対して、二回目は2004年にセント・メリー・アクス30番地に対してである。また、これまでの業績に対し、1999年にはプリツカー賞を受賞している。この他、1990年にナイトに叙勲され、さらに1997年にはメリット勲章を受章、1999年には一代貴族に叙せられている。
しかし、本国イギリスでは軽蔑的に「スーパースター建築士」とも呼ばれ、その名声からほかの建築士より優先した扱いを受けていると非難されてもいる。イギリスのタブロイド紙には「Lord Wobbly（不安定卿）」とあだ名されているが、これはテムズ川に2000年に架けたミレニアム・ブリッジが構造の不具合で開通まもなく補修のために閉鎖された事件による。またロンドン事務所兼自宅のすぐ横にある「クーパー・コレクション」（Couper Collection、芸術家マックス・クーパーがテムズ川に浮かぶはしけの上に作った慈善団体、「浮かぶ美術館」）に対し、撤去を申し立てたことで論争となっている。
2004年には、ロンドン市庁舎（GLA）やスイス・リ本社などのプロジェクトで、フォスターのもとで責任者になってきたケン・シャトルワースが事務所を離れ独立、メイクを設立した。シャトルワースはフォスターの事務所の功労者であったといわれている。
フォスターは大林組と共に、様々な都市機能を持ち数万人を収容できる高さ800m級超高層ビル（円錐形の縦型都市）のコンセプトモデル「ミレニアム・タワー」（1990年発表）の設計を手がけている。また、建築以外では高級ピアノメーカー・ファツィオリの「アート・コレクション」シリーズとして、クロームを特徴としスポーツカーのような輝きを持つ特別モデルのピアノ「Silver」をデザインしている。

## 作品
| 名称                                                                | 年     | 所在地               | 国・地域         | 備考                  |
| ------------------------------------------------------------------- | ------ | -------------------- | ---------------- | --------------------- |
| コックピット・ガゼボ                                                | 1963年 | コーンウォール       | イングランド     |                       |
| クリーク・ヴィーン・ハウス                                          | 1966年 | コーンウォール       | イングランド     |                       |
| スカイブレイク・ハウス                                              | 1966年 | ラドレット           | イングランド     |                       |
| リライアンス・コントロール電子工場                                  | 1967年 | ウィルトシャー       | イングランド     |                       |
| フレッド・オルセン社船客ターミナル                                  | 1971年 | ドックランズ         | イングランド     |                       |
| IBMパイロット本社                                                   | 1971年 | コーシャム           | イングランド     |                       |
| モダン・アート・ガラス社                                            | 1973年 | テムズミード         | イングランド     |                       |
| ウィリス・フェイバー・デュマス本社ビル                              | 1975年 | イプスウィッチ       | イングランド     |                       |
| ビーンヒル集合住宅                                                  | 1977年 | ミルトン・キーンズ   | イングランド     |                       |
| センズベリー視覚芸術センター                                        | 1978年 | ノリッジ             | イングランド     |                       |
| 英国ルノー社部品配送センター                                        | 1982年 | スウィンドン         | イングランド     |                       |
| 香港上海銀行・香港本店ビル                                          | 1985年 | 香港                 | 香港             |                       |
| リバーサイド・オフィスとアパートメント                              | 1989年 | ロンドン             | イングランド     |                       |
| ストックリー・パーク・オフィス                                      | 1989年 | アクスブリッジ       | イングランド     |                       |
| ITN本社                                                             | 1990年 | ロンドン             | イングランド     |                       |
| スタンステッド空港ターミナルビル                                    | 1991年 | ロンドン             | イングランド     |                       |
| サックラー・ギャラリー                                              | 1991年 | ロンドン             | イングランド     |                       |
| センチュリータワー                                                  | 1991年 | 東京都文京区         | 日本             |                       |
| クレセント・ウィング・センズベリー視覚芸術センター                  | 1991年 | ノリッジ             | イングランド     |                       |
| テレコミュニケーションタワー                                        | 1992年 | バルセロナ           | スペイン         |                       |
| クランフィールド大学図書館                                          | 1991年 | クランフィールド     | イングランド     |                       |
| 川奈の住宅                                                          | 1992年 | 静岡県               | 日本             |                       |
| リセ・アルベルト・キャンパス                                        | 1993年 | フレジュ             | フランス         |                       |
| カレ・ダール (図書館)                                               | 1993年 | ニーム               | フランス         |                       |
| ビジネス・プロモーション・センター                                  | 1993年 | デュッセルドルフ     | ドイツ           |                       |
| 旺文社本社ビル                                                      | 1993年 | 東京都新宿区         | 日本             | 現存せず              |
| コルシカの家                                                        | 1993年 | コルシカ             | フランス         |                       |
| 海洋シミュレーター・センター                                        | 1993年 | ロッテルダム         | オランダ         |                       |
| ジョスリン美術館増築                                                | 1994年 | オマハ               | アメリカ合衆国   |                       |
| マーク＝シュライター邸                                              | 1994年 | リューデンシャイト   | ドイツ           |                       |
| ビルバオ地下鉄                                                      | 1995年 | ビルバオ             | スペイン         |                       |
| ケンブリッジ大学法学部校舎                                          | 1995年 | ケンブリッジ         | イングランド     |                       |
| ハッフェンフォルム                                                  | 1995年 | デュースブルグ       | ドイツ           |                       |
| マイクロエレクトロニック・センター                                  | 1996年 | デュースブルグ       | ドイツ           |                       |
| フランス電力地域本社                                                | 1996年 | ボルドー             | フランス         |                       |
| アメリカン航空博物館、ダックスフォード                              | 1997年 | ケンブリッジシャー   | イングランド     |                       |
| コメルツ銀行タワー                                                  | 1997年 | フランクフルト       | ドイツ           |                       |
| スコットランド展示・会議センター                                    | 1997年 | グラスゴー           | スコットランド   |                       |
| エッセン・デザイン・センター                                        | 1997年 | エッセン             | ドイツ           |                       |
| SECC カンファレンス・センター                                       | 1997年 | グラスゴー           | スコットランド   |                       |
| レプソル サービスステーション                                       | 1997年 |                      | スペイン         |                       |
| バレンシア会議センター                                              | 1998年 | バレンシア           | スペイン         |                       |
| 九廣鐵路 (KCR)・紅磡 (ホンハム) 駅舎                                | 1998年 | 香港                 | 香港             |                       |
| 香港国際空港ターミナルビル                                          | 1998年 | 香港                 | 香港             |                       |
| 香港エアカーゴターミナルズ・地上交通センター                        | 1998年 | 香港                 | 香港             |                       |
| アレクサンダー・フレミング卿ビル、 インペリアル・カレッジ・ロンドン | 1998年 | ロンドン             | イングランド     |                       |
| ロバート・ゴードン大学マネージメント学部校舎                        | 1998年 | アバディーン         | スコットランド   |                       |
| ASPIRE ナショナル・トレーニング・センター                           | 1998年 | スタンモア           | イングランド     |                       |
| ノースグリニッヂ交通インターチェンジ                                | 1998年 | ロンドン             | イングランド     |                       |
| ドイツ連邦議会新議事堂、ライヒスターク                              | 1999年 | ベルリン             | ドイツ           |                       |
| ハンブルグ・マルチメディア・センター                                | 1999年 | ハンブルグ           | ドイツ           |                       |
| カナリー・ワーフ駅                                                  | 1999年 | ロンドン             | イングランド     |                       |
| ホルボーン・プレイス                                                | 2000年 | ロンドン             | イングランド     |                       |
| 大英博物館グレート・コート                                          | 2000年 | ロンドン             | イングランド     |                       |
| スタンフォード大学 臨床科学研究センター                             | 2000年 | スタンフォード       | アメリカ合衆国   |                       |
| フェイサリヤタワー                                                  | 2000年 | リヤド               | サウジアラビア   |                       |
| グレート・グラスハウス、ウェールズ国立植物園                        | 2000年 | ラナースニー         | ウェールズ       |                       |
| シティグループ本社                                                  | 2000年 | ロンドン             | イングランド     |                       |
| ミレニアム・ブリッジ                                                | 2000年 | ロンドン             | イングランド     |                       |
| ワールド・ポート・センター                                          | 2000年 | ロッテルダム         | オランダ         |                       |
| 50フィンズブリー・スクエア                                          | 2000年 | ロンドン             | イングランド     |                       |
| エレクトニックアーツ ヨーロッパ本社                                 | 2000年 | チャーツィー         | イングランド     |                       |
| エキスポ駅                                                          | 2000年 | シンガポール         | シンガポール     |                       |
| ジェーシーデゥコー本社                                              | 2000年 | ロンドン             | イングランド     |                       |
| 先史博物館                                                          | 2001年 | カンソン             | フランス         |                       |
| ARAG本社                                                            | 2001年 | デュッセルドルフ     | ドイツ           |                       |
| ゲルリング・リング・カレー                                          | 2001年 | ケルン               | ドイツ           |                       |
| ロンドン・スクール・オブ・エコノミクス図書館                        | 2001年 | ロンドン             | イングランド     |                       |
| 上海久事本社ビル                                                    | 2001年 | 上海                 | 中国             |                       |
| デュースブルグ・ハウジング                                          | 2001年 | デュースブルグ       | ドイツ           |                       |
| インペリアル・カレッジ フラワーズビル                               | 2001年 | ロンドン             | イングランド     |                       |
| タワープレイス                                                      | 2002年 | ロンドン             | イングランド     |                       |
| HSBC銀行本社                                                        | 2002年 | ロンドン             | イングランド     |                       |
| ロンドン市庁舎                                                      | 2002年 | ロンドン             | イングランド     |                       |
| 10グレシャム・ストリート                                            | 2003年 | ロンドン             | イングランド     |                       |
| トラファルガー広場                                                  | 2003年 | ロンドン             | イングランド     |                       |
| ザ・メトロポリタン                                                  | 2003年 | ワルシャワ           | ポーランド       |                       |
| アルビオン・リバーサイド                                            | 2003年 | ロンドン             | イングランド     |                       |
| スタンフォード大学 クラーク・センター                               | 2003年 | スタンフォード       | アメリカ合衆国   |                       |
| キャピタル・シティ・アカデミー                                      | 2003年 | ロンドン             | イングランド     |                       |
| ワン・モア・ロンドン                                                | 2003年 | ロンドン             | イングランド     |                       |
| ベックスリー・ビジネス・アカデミー                                  | 2003年 | ロンドン             | イングランド     |                       |
| リージェント・プレイス                                              | 2003年 | シドニー             | オーストラリア   |                       |
| ミヨー橋                                                            | 2004年 | アヴェロン           | フランス         |                       |
| 30セント・メリー・アクス（スイス・リ本社ビル）                      | 2004年 | ロンドン             | イングランド     |                       |
| 鎌倉の住宅                                                          | 2004年 | 神奈川県鎌倉市       | 日本             | 現 鎌倉歴史文化交流館 |
| セージ・ゲーツヘッド                                                | 2004年 | ゲーツヘッド         | イングランド     |                       |
| マクラーレン・テクノロジーセンター                                  | 2004年 | ウォキング           | イングランド     |                       |
| ペトロナス工科大学                                                  | 2004年 | セリ・イスカンダル   | マレーシア       |                       |
| サンマリノ・ワールドトレードセンター                                | 2004年 | サンマリノ           | サンマリノ       |                       |
| チェサ・フトゥーラ                                                  | 2004年 | サンモリッツ         | スイス           |                       |
| フランス・アヴェニュー                                              | 2004年 | パリ                 | フランス         |                       |
| インペリアル・カレッジ・ロンドン・ビジネス・スクール                | 2004年 | ロンドン             | イングランド     |                       |
| インペリアル・カレッジ・ロンドン・職員ビル                          | 2004年 | ロンドン             | イングランド     |                       |
| アルスタ橋                                                          | 2005年 | ストックホルム       | スウェーデン     |                       |
| ドイツバンクプレイス                                                | 2005年 | シドニー             | オーストラリア   |                       |
| ベルリン自由大学・フィオロジカル図書館                              | 2005年 | ベルリン             | ドイツ           |                       |
| ムーア・ハウス                                                      | 2005年 | ロンドン             | イングランド     |                       |
| ブーデンベルグ・ハウス                                              | 2005年 | マンチェスター       | イングランド     |                       |
| ジャーノグリー・シティー・アカデミー                                | 2005年 | ノッティングヒル     | イングランド     |                       |
| ドレスデン中央駅                                                    | 2006年 | ドレスデン           | ドイツ           |                       |
| ハースト・タワー                                                    | 2006年 | ニューヨーク         | アメリカ合衆国   |                       |
| 平和のピラミッド                                                    | 2006年 | アスタナ             | カザフスタン     |                       |
| シンガポール最高裁判所                                              | 2006年 | シンガポール         | シンガポール     |                       |
| レズリー・L・ダン・ファーマシー・ビル                               | 2006年 | トロント             | カナダ           |                       |
| ロンドン・アカデミー、エッジウェアー                                | 2006年 | ロンドン             | イングランド     |                       |
| ウェスト・ロンドン・アカデミー                                      | 2006年 | ロンドン             | イングランド     |                       |
| 3モアロンドン・リバーサイド                                         | 2006年 | ロンドン             | イングランド     |                       |
| リードンパークの家                                                  | 2006年 | シンガポール         | シンガポール     |                       |
| アルダー・セントラル・マーケット                                    | 2006年 | アブダビ             | アラブ首長国連邦 |                       |
| ウェンブリー・スタジアムの改修                                      | 2007年 | ロンドン             | イングランド     |                       |
| フォークストーン・アカデミー                                        | 2007年 | フォークストーン     | イングランド     |                       |
| スピニングフィールズ                                                | 2007年 | マンチェスター       | イングランド     |                       |
| トマス・ディーコン・アカデミー                                      | 2007年 | ピーターバラ         | イングランド     |                       |
| スミソニアン博物館コートヤード                                      | 2007年 | ワシントン           | アメリカ合衆国   |                       |
| 北京首都国際空港ターミナル3                                         | 2008年 | 北京                 | 中国             |                       |
| カリフォルニア州立大学                                              | 2008年 | カマリロ             | アメリカ合衆国   |                       |
| ドルダー グランド ホテル                                            | 2008年 | チューリッヒ         | スイス           |                       |
| コペンハーゲン動物園 象の家                                         | 2008年 | コペンハーゲン       | デンマーク       |                       |
| ヴィヴァルディ・タワー                                              | 2008年 | アムステルダム       | オランダ         |                       |
| チェシャムプレース・アパートメント                                  | 2008年 | ロンドン             | イングランド     |                       |
| コービー・アカデミー                                                | 2008年 | コービー             | イングランド     |                       |
| ラングリー・アカデミー                                              | 2008年 | スラウ               | イングランド     |                       |
| ゼニス                                                              | 2008年 | サンテティエンヌ     | フランス         |                       |
| サイバーポート ベルエアー                                           | 2008年 | 香港                 | 香港             |                       |
| アイボリープレス                                                    | 2008年 | マドリード           | スペイン         |                       |
| トーレ・カハ・マドリッド                                            | 2009年 | マドリッド           | スペイン         |                       |
| カペラ・ホテル・シンガポール                                        | 2009年 | セントーサ           | シンガポール     |                       |
| ウィンスペア・オペラハウス                                          | 2009年 | ダラス               | アメリカ合衆国   |                       |
| サークル・バース病院                                                | 2009年 | バース               | イギリス         |                       |
| ボストン美術館                                                      | 2010年 | ボストン             | アメリカ合衆国   |                       |
| レンバッハハウス美術館                                              | 2010年 | ミュンヘン           | ドイツ           |                       |
| ザ・ウォルブルック                                                  | 2010年 | ロンドン             | イングランド     |                       |
| フォルタレザ・ホール、SCジョンソン・キャンパス                      | 2010年 | ラシーン             | アメリカ合衆国   |                       |
| カーン・シャティール・エンターテイメント・センター                  | 2010年 | アスタナ             | カザフスタン     |                       |
| 7モアロンドン・リバーサイド                                         | 2010年 | ロンドン             | イングランド     |                       |
| ボデガ・ポルティア・ワイナリー                                      | 2010年 | グミエル・デ・イサン | スペイン         |                       |
| マスダール・インスティチュート                                      | 2010年 | アブダビ             | アラブ首長国連邦 |                       |
| スペローン・ウェストウォーター・ギャラリー                          | 2010年 | ニューヨーク         | アメリカ合衆国   |                       |
| 上海万博 アラブ首長国連邦館                                         | 2010年 | 上海                 | 中国             |                       |
| ジェームソン・ハウス                                                | 2011年 | バンクーバー         | カナダ           |                       |
| ザ・トロイカ                                                        | 2011年 | クアラルンプール     | マレーシア       |                       |
| ザ・インデックス                                                    | 2011年 | ドバイ               | アラブ首長国連邦 |                       |
| マクラーレン・プロダクション・センター                              | 2011年 | ウォキング           | イングランド     |                       |
| クイーンアリア空港                                                  | 2012年 | アマン               | ヨルダン         |                       |
| ザ・バウ                                                            | 2013年 | カルガリー           | カナダ           |                       |
| SSE ハイドロ                                                        | 2013年 | グラスゴー           | スコットランド   |                       |
| トリノ大学キャンパス・ルイジ・エイナウディ                          | 2013年 | トリノ               | イタリア         |                       |
| ブエノスアイレス・ジウダット・カーサ・デ・ゴビエルノ                | 2013年 | ブエノスアイレス     | アルゼンチン     |                       |
| マルセイユ旧港再整備計画                                            | 2013年 | マルセイユ           | フランス         |                       |
| スペースポート・アメリカ                                            | 2014年 | ニューメキシコ       | アメリカ合衆国   |                       |
| 帝国戦争博物館                                                      | 2014年 | ロンドン             | イングランド     |                       |
| アップルストア ゾルル・センター                                     | 2014年 | イスタンブール       | トルコ           |                       |
| カナリー・ワーフ・クロスレール                                      | 2015年 | ロンドン             | イングランド     |                       |
| シャトー・マルゴー                                                  | 2015年 | ボルドー             | フランス         |                       |
| ミラノ万博 アラブ首長国連邦館                                       | 2015年 | ミラノ               | イタリア         |                       |
| アップルストア ウェスト・レイク                                     | 2015年 | 杭州市               | 中国             |                       |
| イルハムタワー                                                      | 2015年 | クアラルンプール     | マレーシア       |                       |
| サウスビーチ                                                        | 2016年 | シンガポール         | シンガポール     |                       |
| アップル本社（Apple_Park）                                          | 2017年 | クパチーノ           | アメリカ合衆国   |                       |
| コムキャスト テクノロジーセンター                                   | 2018年 | フィラデルフィア     | アメリカ合衆国   |                       |
| デュオ・セントラルパーク                                            | 2018年 | シドニー             | オーストラリア   |                       |
| BBC カムリ・ウェールズ ブロードキャスティングハウス                 | 2019年 | カーディフ           | イギリス         |                       |
| クリーブランドクリニック サムソンパビリオン                         | 2019年 | クリーブランド       | アメリカ合衆国   |                       |
| ロシア・カッパー・カンパニー（ロシア銅会社）本社                    | 2020年 | エカテリンブルグ     | ロシア           |                       |
| アップルストア マリーナベイ・サンズ                                 | 2020年 | シンガポール         | シンガポール     |                       |
| アップルストア セントラルワールド                                   | 2020年 | バンコク             | タイ             |                       |
| ペンシルベニア大学 パビリオン                                       | 2021年 | フィラデルフィア州   | アメリカ合衆国   |                       |

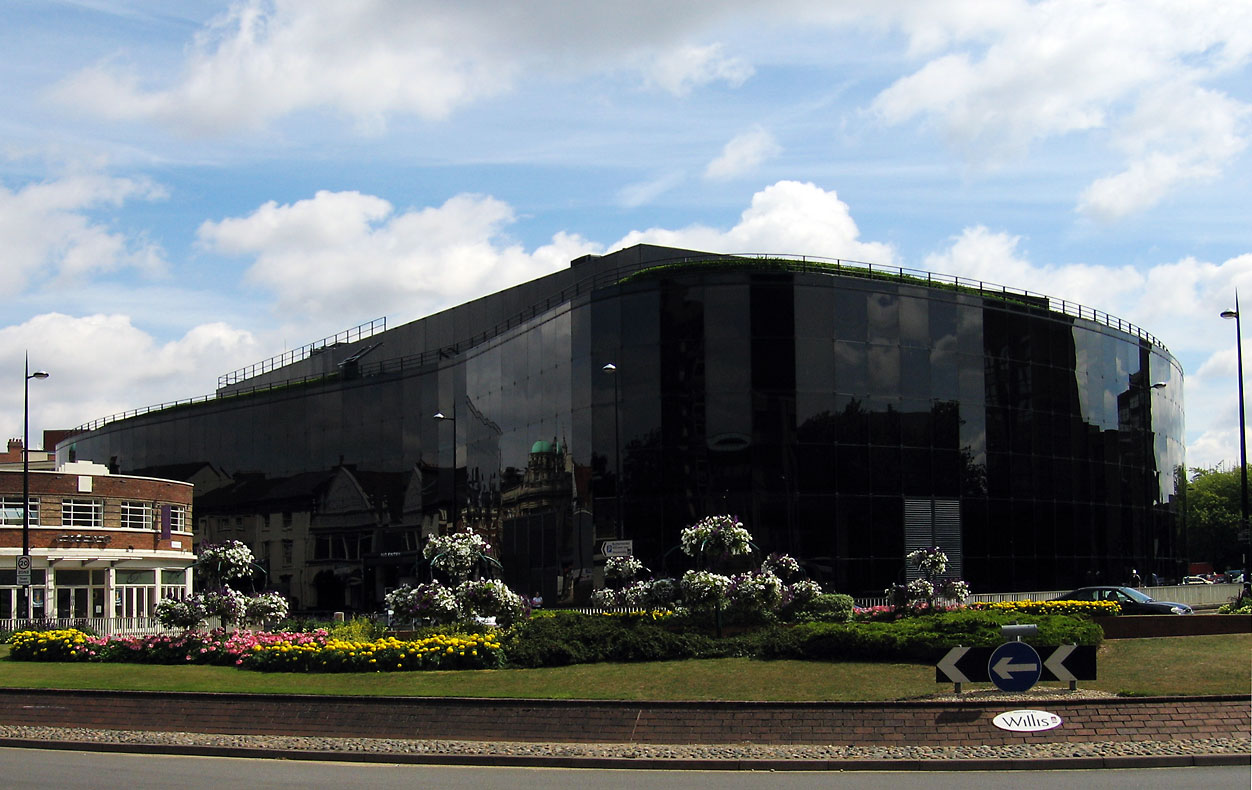
ウィリス・フェイバー・デュマス本社
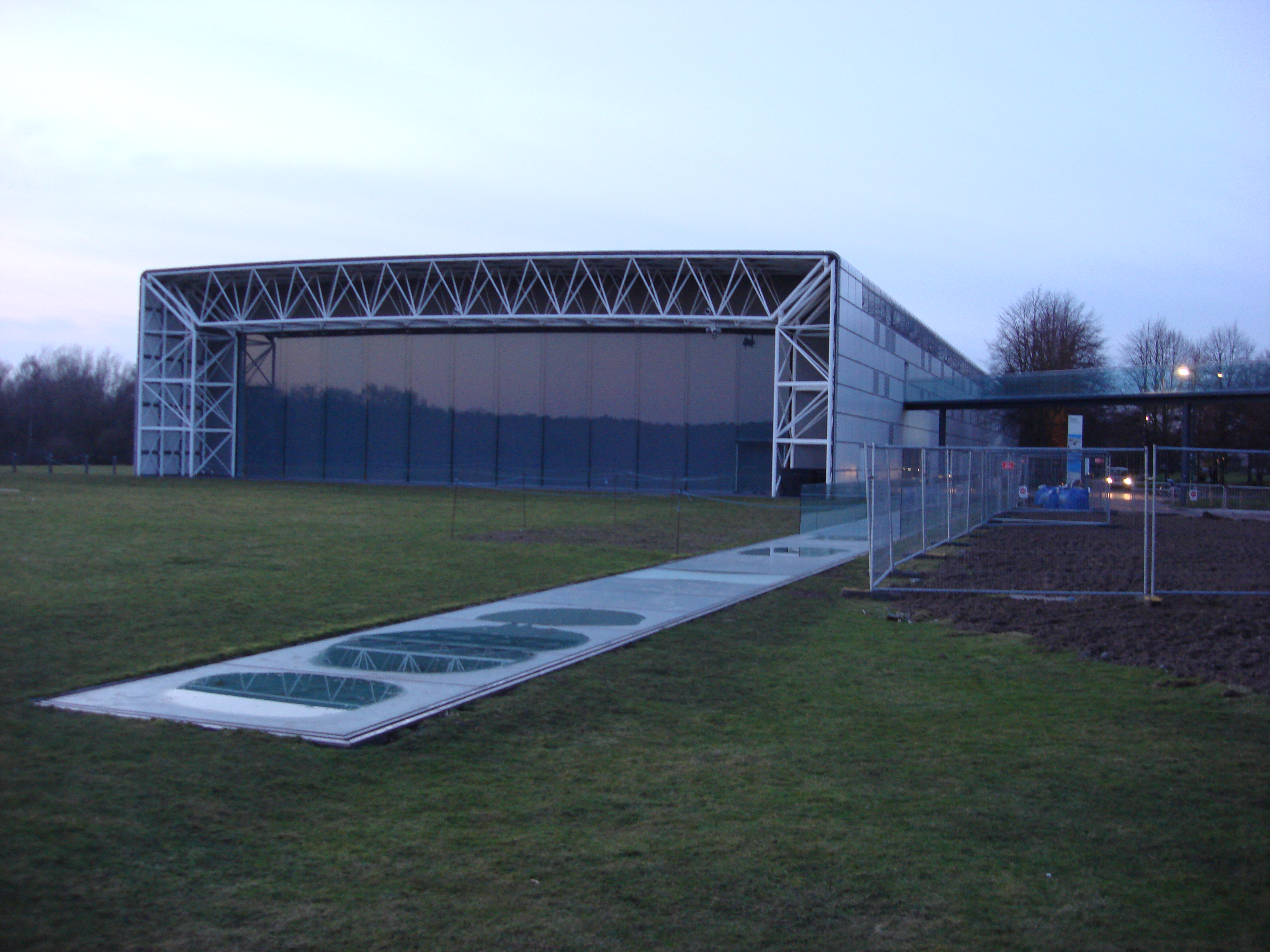
センズベリー視覚芸術センター
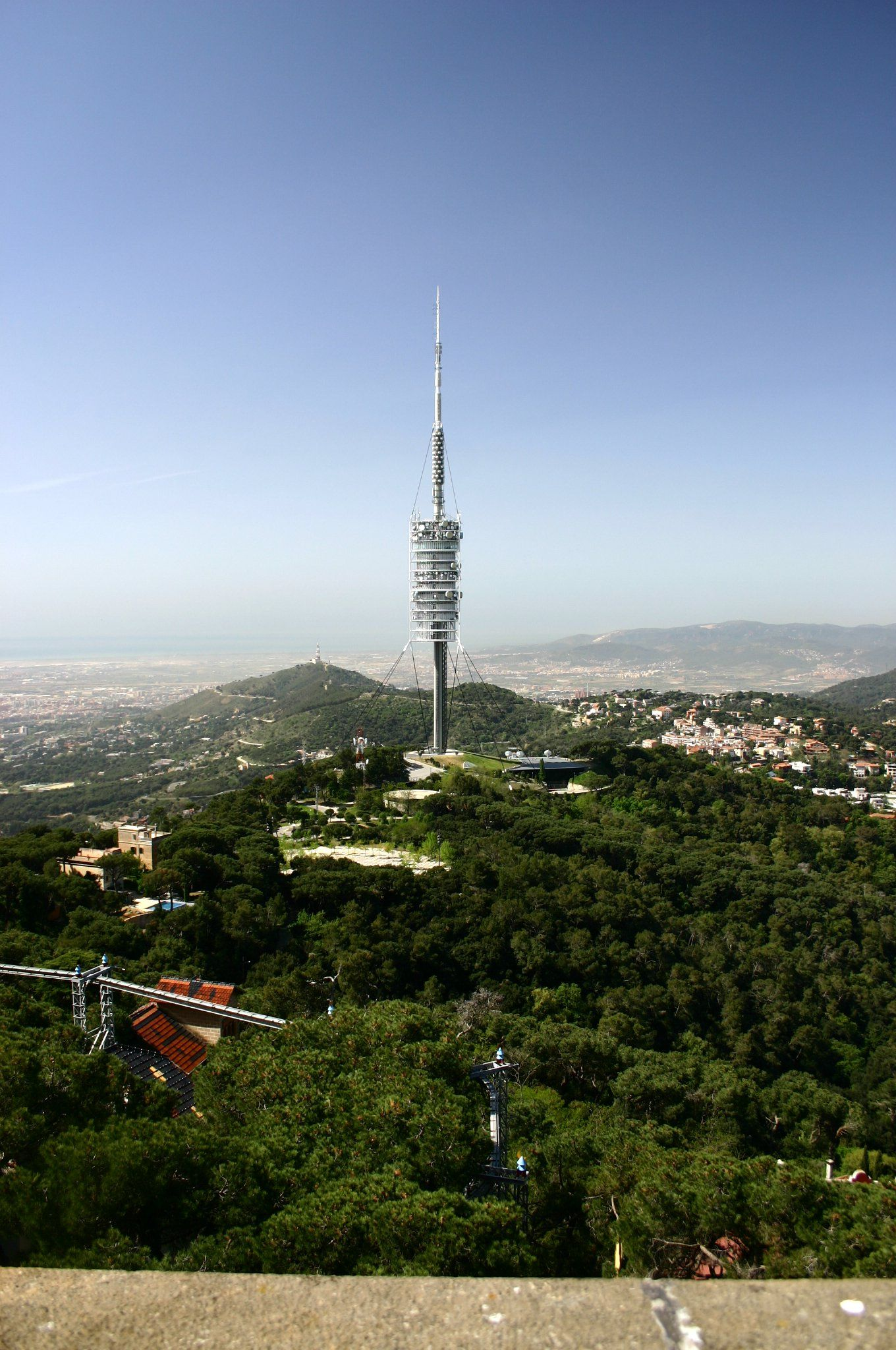
テレコミュニケーションタワー
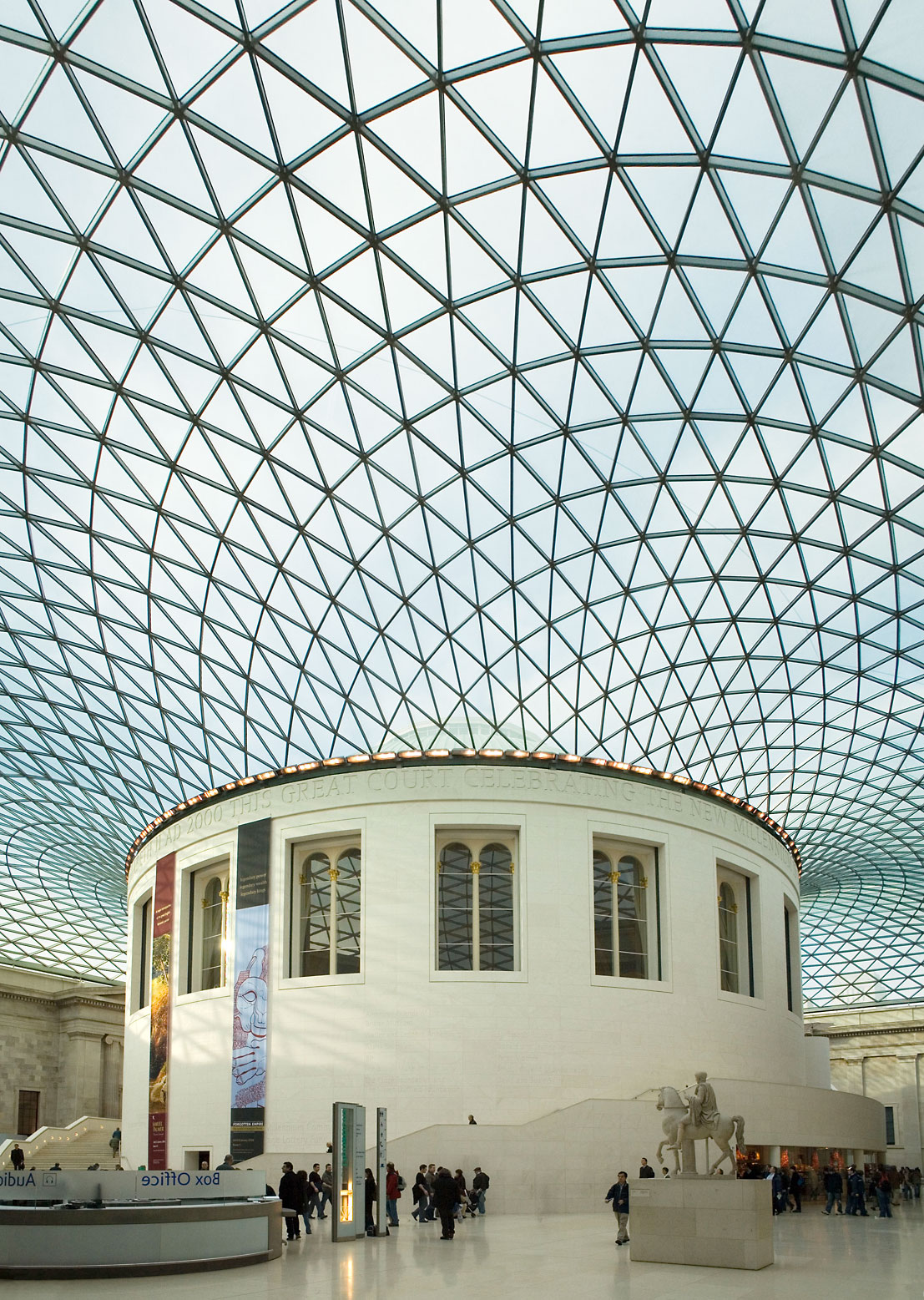
大英博物館グレート・コート
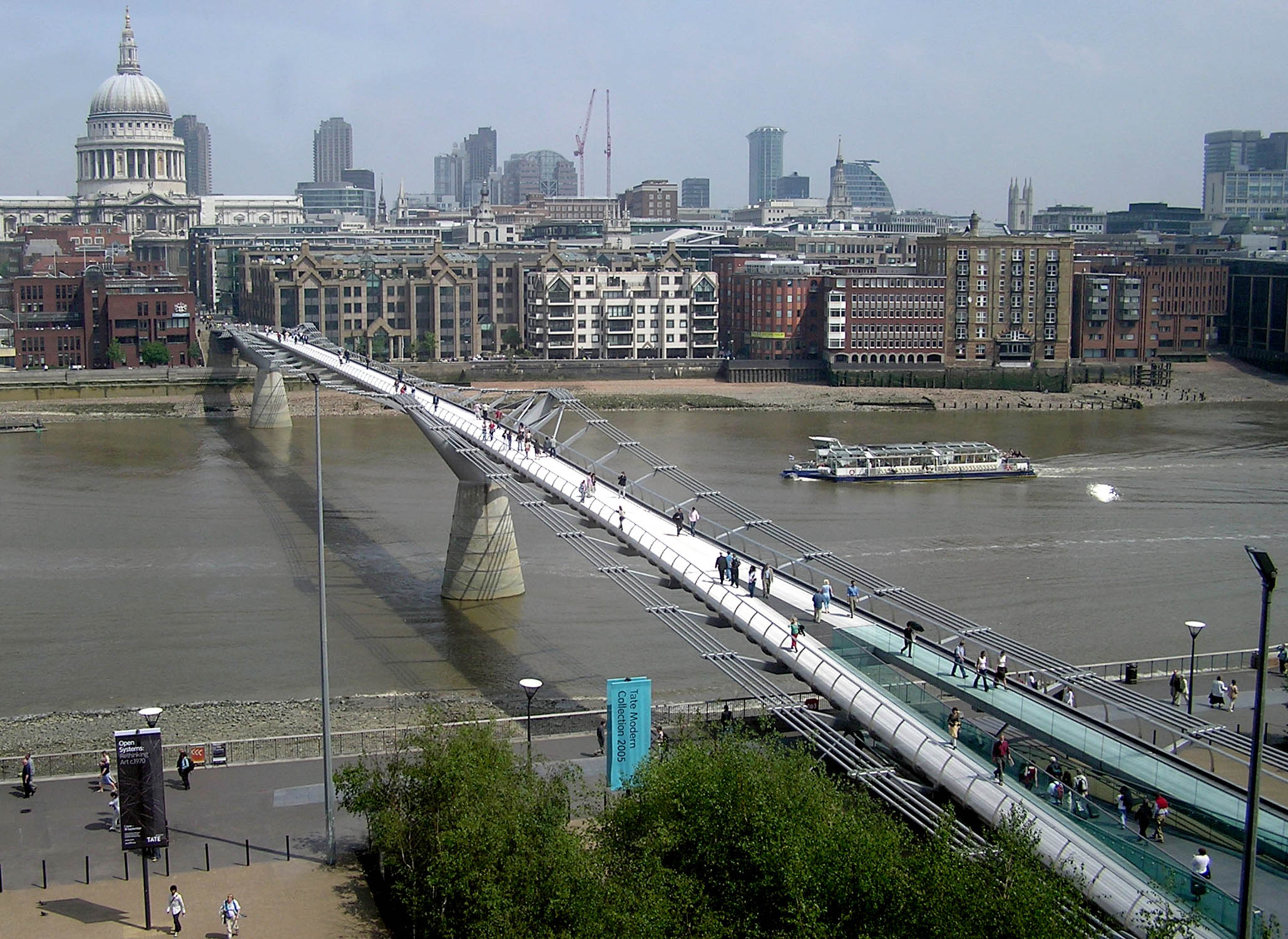
ミレニアム・ブリッジ
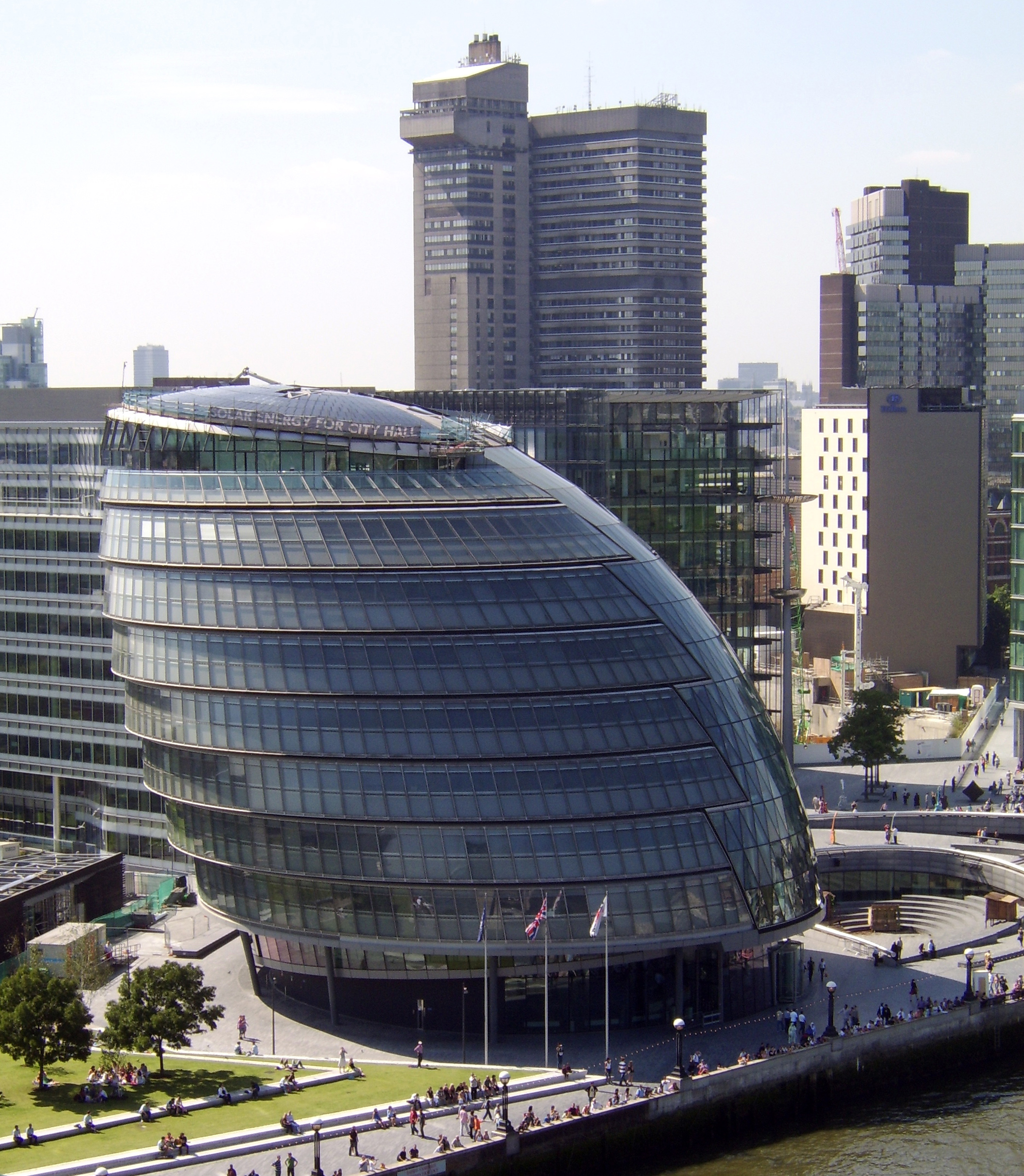
ロンドン市庁舎
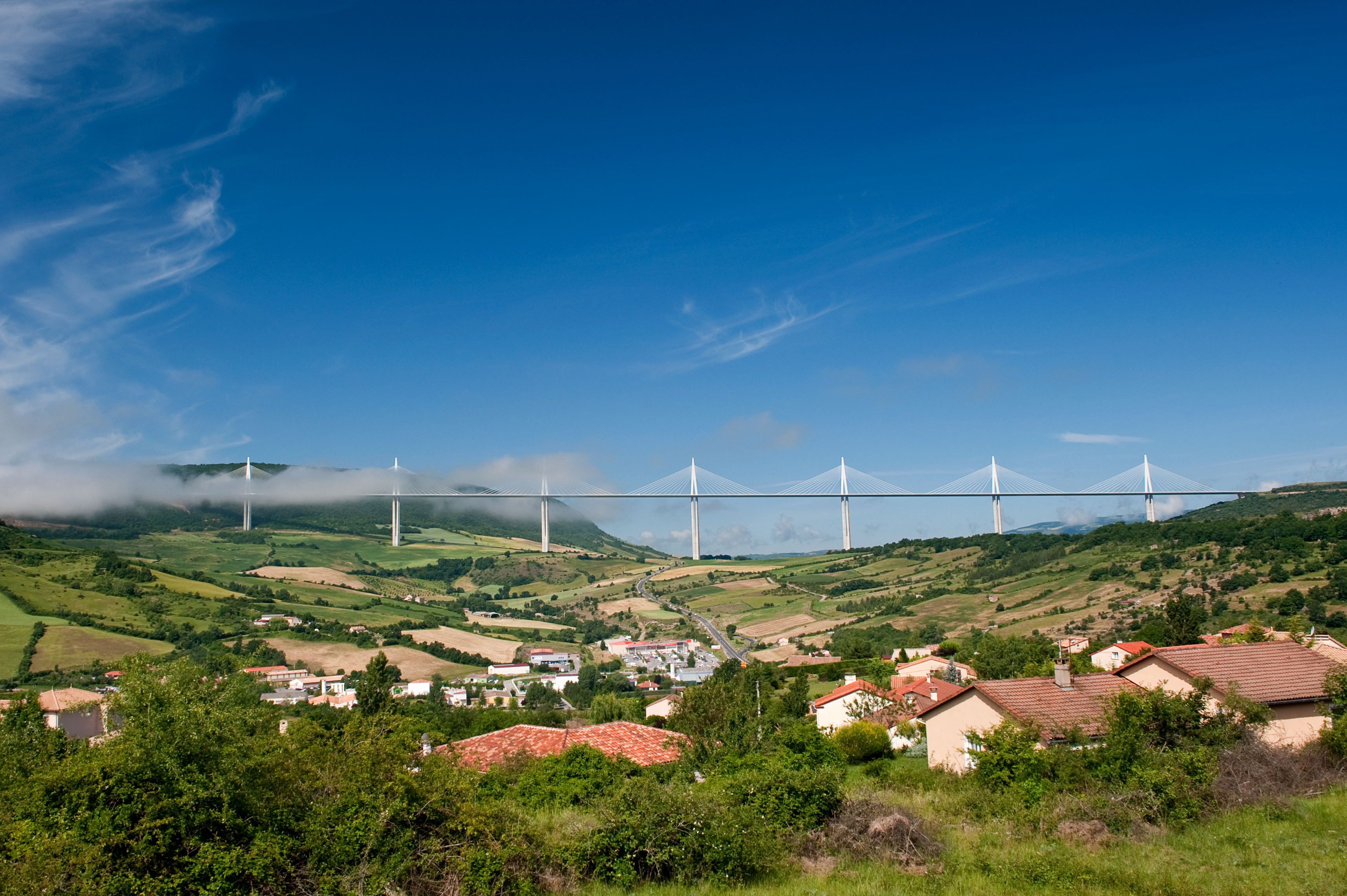
ミヨー橋
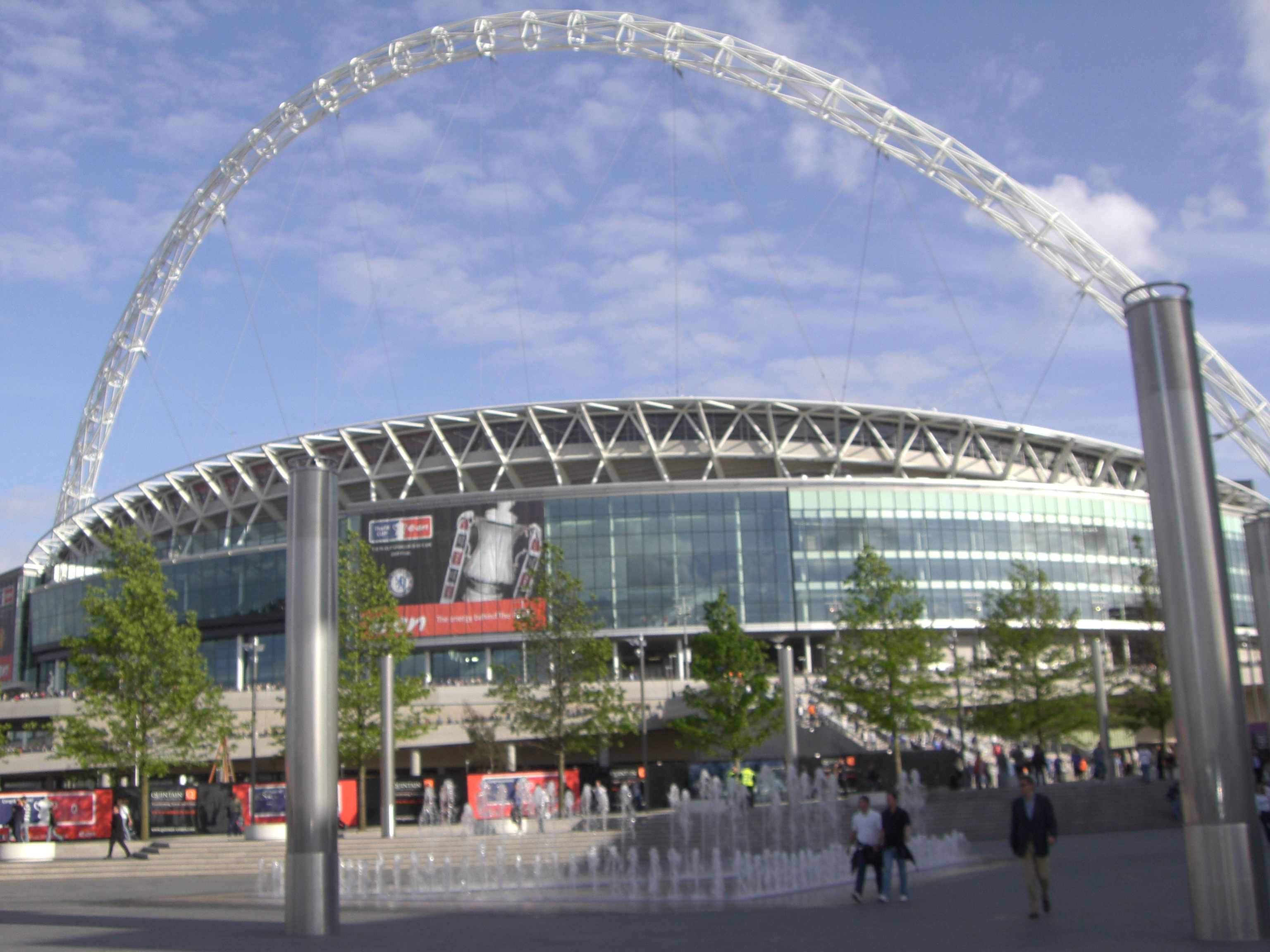
ウェンブリー・スタジアム改修
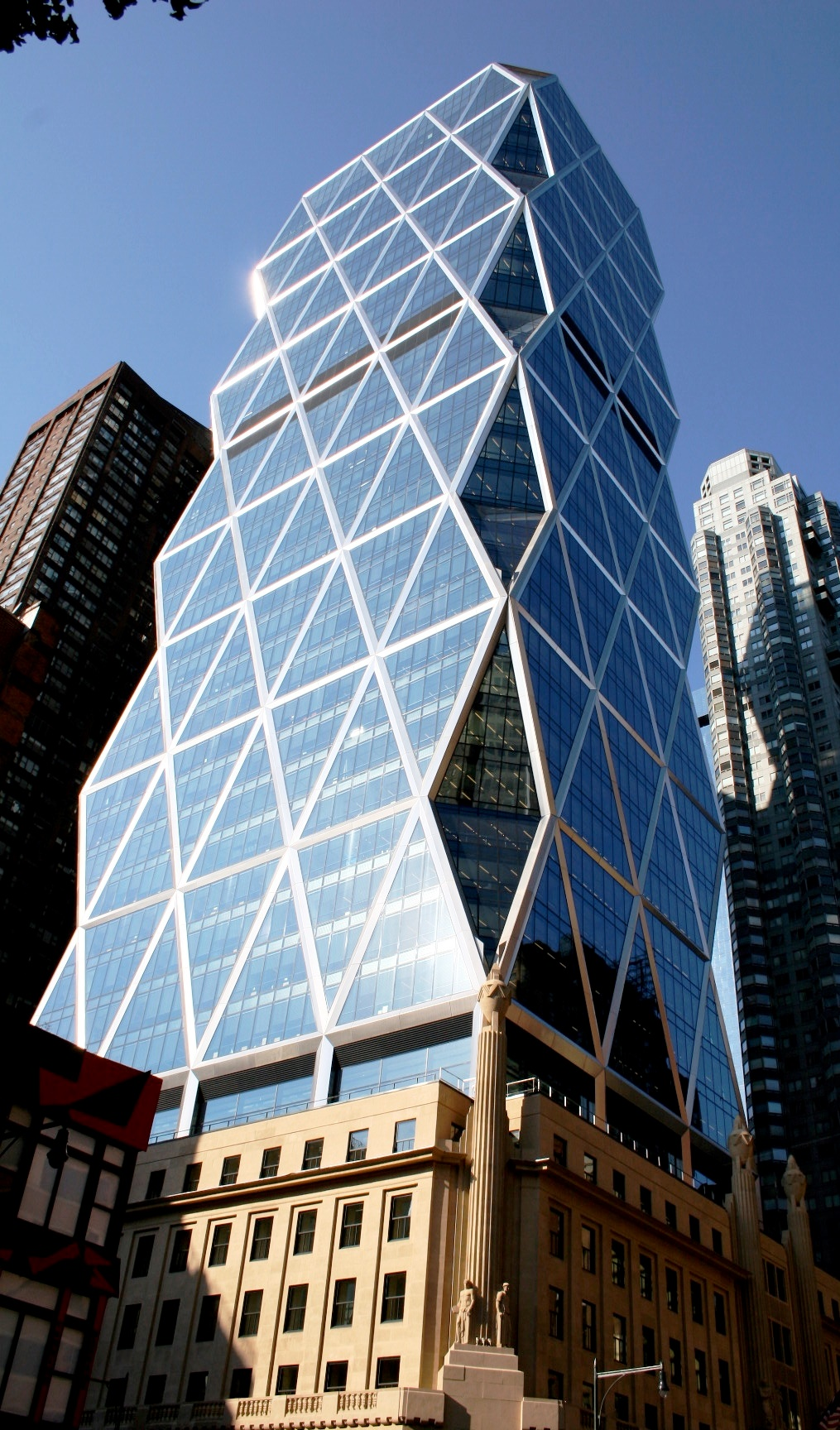
ハースト・タワー

## 受賞
- RIBAゴールドメダル (1983)
- AIAゴールドメダル (1994)
- プリツカー賞 (1999)
- 高松宮殿下記念世界文化賞 (2002)
- スターリング賞 (2004)
- アストゥリアス皇太子賞芸術部門 (2009)